# Empty Glass
Albums de Pete Townshend
Who Came First
(1972) All the Best Cowboys Have Chinese Eyes
(1982)
Empty Glass est le premier album solo de Pete Townshend sorti en 1980.
Après l'album de démos Who Came First (1972) et son disque en duo avec Ronnie Lane Rough Mix (1977), Empty Glass marque le véritable début de la carrière solo du guitariste des Who.
Selon Pete Townshend, le titre de l'album (« verre vide ») est une métaphore du cœur du croyant, qui attend que l'amour de Dieu vienne le remplir comme du vin. Cette idée vient du poète soufiste Hafez, découvert par Townshend à travers son admiration de Meher Baba.

## Histoire
Les chansons Empty Glass et Keep on Working (une imitation des Kinks, avoue Townshend) ont été écrites durant les sessions de l'album Who Are You. La démo originale d'Empty Glass, avec des overdubs de basse et de batterie ajoutés par John Entwistle et Keith Moon, est parue en titre bonus de l'édition remasterisée de Who Are You. Les autres titres de l'album ont été écrits par Townshend spécifiquement pour l'album ; c'est la première fois qu'il garde pour lui ses meilleures compositions, au lieu de les offrir aux Who.
À sa sortie, Empty Glass est très bien accueilli par la critique comme par le public : sortie en single, Let My Love Open the Door se classe neuvième aux États-Unis, et l'album lui-même est 5e. Il est souvent comparé favorablement à Face Dances, l'album des Who sorti un an après.

## Titres
Toutes les chansons sont de Pete Townshend.

### Face 1
1. Rough Boys – 4:02
2. I Am an Animal – 3:51
3. And I Moved – 3:21
4. Let My Love Open the Door – 2:44
5. Jools and Jim – 2:36

### Face 2
1. Keep on Working – 3:23
2. Cat's in the Cupboard – 3:34
3. A Little Is Enough – 4:42
4. Empty Glass – 5:25
5. Gonna Get Ya – 6:25

### Titres bonus
Empty Glass a été réédité en 2006 chez Hip-O avec quatre titres bonus :
1. I Am an Animal (démo) – 3:48
2. Keep on Working (démo) – 3:32
3. And I Moved (démo) – 3:06
4. Gonna Get Ya (version longue) – 11:24

## Musiciens
- Pete Townshend : chant, guitares, synthétiseurs
- John Bundrick : claviers
- Tony Butler : basse
- Kenney Jones : batterie sur (1)
- Simon Phillips : batterie sur (A2 à A4, B2, B4, B5)
- Mark Brzezicki : batterie sur (B3)
- James Asher : batterie sur (A5, B1)
- Raphael Rudd : arrangements des cuivres sur (1)
- Peter Hope-Evans : harmonica sur (7)

## Production
- Bill Price : Ingénieur
- Steve Nye : Ingénieur additionnel
- Ted Jensen : Ingénieur mastering
- Bob Carlos Clarke : Dessin pour la pochette
- Pete Townshend, Chris Thomas : Producteurs